# Phengaris hiemalis
Phengaris hiemalis är en fjärilsart som beskrevs av Friedrich Wilhelm Niepelt 1934. Phengaris hiemalis ingår i släktet Phengaris och familjen juvelvingar. Inga underarter finns listade i Catalogue of Life.